# Custódio José Ferreira Martins
Custódio José Ferreira Martins (1857 — 1931) foi um político brasileiro.
Foi presidente da província do Espírito Santo, de 17 de abril de 1884 a 3 de março de 1885.